# Eye II Eye
| 전문가 평가                      | 전문가 평가 |
| 평가 점수                        | 평가 점수   |
| 출처                             | 점수        |
| -------------------------------- | ----------- |
| AllMusic                         | [ 1 ]       |
| Collector's Guide to Heavy Metal | 2/10        |
| Metal Hammer (GER)               | 6/7         |
| Rock Hard                        | 3.5/10      |

《Eye II Eye》는 1999년 3월 9일에 발매된 독일의 하드 록 밴드 스콜피언스의 열네 번째 스튜디오 음반이다. 싱글 〈Mysterious〉가 《빌보드》 메인스트림 록 트랙 차트에서 26위에 올랐음에도 불구하고 일부 팬들을 소외시켰던 전작보다 《Eye II Eye》가 훨씬 더 팝 지향적이라는 점에서 급진적인 이탈이다. 이 음반은 드럼에 제임스 코탁이 참여한 최초의 스튜디오 음반이자 베이스 기타에 랄프 리커만이 참여한 마지막 스콜피언스 스튜디오 음반이다.
스콜피언스는 처음으로 (그리고 지금까지 유일하게) 독일어로 주로 녹음된 노래인 〈Dubist so schmutzig〉(〈넌 너무 더럽다〉)를 발표했다.

## 제작
《Love at First Sting》, 《Blockout》 또는 〈Wind of Change〉와 같은 주요 성공 스토리의 긴 단계를 거친 후, 1990년대 중반의 스콜피언스는 그들의 음반의 판매 수치가 꾸준히 감소하는 상황에 직면했고, 그래서 그들은 "완전히 새로운 것을 멈추거나 시도하는 것?"이라는 질문에 직면했다. 그들은 밴드의 새로운 사운드와 외모를 그리워했던 《탑건》의 영화 음악 작곡가인 오스트리아의 프로듀서 페터 볼프와 팀을 이루었다. 예를 들어, 이 음반에서 스콜피언스는 드럼 루프와 다른 전자 게임을 실험한다.

## 커버 아트
커버 아트에는 세 명의 위대한 멤버 루돌프 쉥커, 마티아스 얍스, 클라우스 마이네만 앞면에 사진이 찍혔고 밴드 전체는 사진이 찍히지 않았고, 그 외에도 클라우스 마이네는 모자가 트레이드 마크가 되지 않은 채 모습을 드러냈다. 또한, 책자 안의 사진들은 음악가들을 새롭고 고상한 모습으로 보여준다.

## 곡 목록
| #   | 제목                            | 작사·작곡                                                               | 재생 시간 |
| --- | ------------------------------- | ----------------------------------------------------------------------- | --------- |
| 1.  | 〈Mysterious〉                  | 클라우스 마이네, 랄프 리커만, 루돌프 쉥커, 마티아스 얍스, 장미셸 바이런 | 5:28      |
| 2.  | 〈To Be No. 1〉                 | 페터 볼프, 얍스                                                         | 3:57      |
| 3.  | 〈Obsession〉                   | 마이네, 볼프                                                            | 4:09      |
| 4.  | 〈10 Light Years Away〉         | 믹 존스, 마티 프레데릭센, 마이네, 쉥커                                  | 3:52      |
| 5.  | 〈Mind Like a Tree〉            | 마이네, 쉥커, 볼프                                                      | 5:34      |
| 6.  | 〈Eye to Eye〉                  | 마이네, 쉥커                                                            | 5:04      |
| 7.  | 〈What U Give U Get Back〉      | 마이네, 쉥커, 볼프                                                      | 5:02      |
| 8.  | 〈Skywriter〉                   | 마이네, 쉥커                                                            | 4:55      |
| 9.  | 〈Yellow Butterfly〉            | 마이네, 쉥커, 프레데릭센                                                | 5:44      |
| 10. | 〈Freshly Squeezed〉            | 마이네, 쉥커, 볼프                                                      | 3:58      |
| 11. | 〈Priscilla〉                   | 마이네, 쉥커                                                            | 3:17      |
| 12. | 〈Du bist so schmutzig〉        | 마이네, 얍스, 쉥커, 제임스 코탁                                         | 3:55      |
| 13. | 〈Aleyah〉                      | 마이네, 쉥커                                                            | 4:19      |
| 14. | 〈A Moment in a Million Years〉 | 마이네                                                                  | 3:38      |